# Avnei Eitan
Avnei Eitan (tiếng Hebrew: אַבְנֵ"י אֵיתָ"ן) là một khu định cư của Israel và moshav trên Cao nguyên Golan nằm ở độ cao 385 mét (1.263 ft) trên mực nước biển. Năm 2017 nó có dân số 700 người. [1]

## Lịch sử
Avnei Eitan được thành lập sau Chiến tranh Yom Kippur năm 1973 để tưởng nhớ sáu binh sĩ Israel thiệt mạng trong trận chiến. Cộng đồng quốc tế coi các khu định cư của người Israel ở Cao nguyên Golan là bất hợp pháp theo luật pháp quốc tế, nhưng chính phủ Israel tranh chấp điều này.

## Chi tiết
Dòng suối gần đó, Nahal El Al (tiếng Do Thái) hoặc Wadi Dafila (tiếng Ả Rập) là một điểm đến đi bộ nổi tiếng và có thác Đen, được đặt tên cho đá bazan đen và nằm gần Avnei Eitan và thác Trắng, được đặt tên theo đá vôi trắng. đá.
Avnei Eitan là một cộng đồng nông nghiệp Do Thái Chính thống ở Gush Hispin, một cộng đồng tôn giáo ở phía nam Cao nguyên Golan. Các moshav nhận các dịch vụ thành phố từ Hội đồng khu vực Golan.
Khoảng 80 gia đình sống ở Avnei Eitan, trong đó có 20 gia đình bị đuổi khỏi Gush Katif, chủ yếu từ Netzer Hazani và Kfar Darom.
Cộng đồng là chủ nhà cho Mechinat Avnei Eitan trước quân Yeshiva, còn được gọi là "Lãnh đạo Yeshiva Academy," sự tham dự của chủ yếu bằng tiếng Anh sinh viên nước ngoài. Nhiều sinh viên tốt nghiệp của trường phục vụ trong các đơn vị tinh nhuệ trong Lực lượng Quốc phòng Israel.